# Sant Vicenç del Castell
Sant Vicenç del Castell és una església del municipi de Castellbisbal (Vallès Occidental) protegida com a bé cultural d'interès local.

## Descripció
Al lloc que ocupava el castell roman una petita capella, que té per patró titular a Sant Vicenç. Es tracta d'una ermita rectangular amb absis poligonal i una nau. La coberta és a dues vessants i té un campanar d'espadanya. La porta està emmarcada per un arc rebaixat amb dovelles i brancals de pedra.
Sobre ella s'ha escrit: "Les ruïnes del Castell Bisbal, fragments de la capella de Sant Vicenç, s'alcen damunt el serrat de les Garses, prop de la capella de Sant Vicenç del Castell que, documentada el 1035, és una construcció moderna. El 1568 encara es feu una reunió, en el pati del castell, dels prohoms de la població, que acordaren d'imposar un impost sobre el gra i el vi per a poder construir una església nova, més gran. Aquesta nova església parroquial, dedicada a Sant Vicenç, és documentada el 1580 i s'aixeca al poble de Castellbisbal, damunt un serrat proper al castell, terrassa sobre el Llobregat".

## Història
Es creu que Castell Bisbal, anomenat en principi castell de Benviure (probablement el topònim de "Benviure" assenyala un antic eremitisme en el lloc), no pertanyé als bisbes de Barcelona fins a la fi del segle x, que és quan degué començar a anomenar-se episcopal. […] Els senyors útils e Castellbisbal foren els Castellvell, però aquests mantenien castlans o feudataris a Castellbisbal, probablement del mateix tronc que els Castellvell, que primerament tenien com a cognom Bremon i, a partir de la segona meitat del segle xii, Castellbisbal, encara que possiblement eren una mateixa família. Durant el segle xii es registraren moltes discòrdies mútues entre els Bremon o Castellbisbal, els bisbes i els habitants del terme, fins que el 1198, quan fou nomenat bisbe Ramon de Castellvell (fill i germà dels senyors de Castellvell), es feu una concòrdia. El 1290, a conseqüència d'uns actes de bandolerisme del castlà de Castellbisbal, Bartomeu, contra la gent de Barcelona, fou destruïda la fortalesa per les milícies d'aquesta ciutat".
Dalmau de Castellbisbal (que tenia el Castellbisbal en castlania dels Castellvell i aquests pel bisbe de Barcelona), que assistí el 1412 al Parlament de Casp, fou qui reconstruí el castell a finals del segle xv.
A la fi de la guerra contra Joan II, Castellbisbal passà a poder de Lluís de Requesens i de Soler.
L'any 2020 un veí de Castellbisbal va fer una cançó inspirada en aquest monument, anomenada Ermita. En aquesta parla de les festes que fan els joves al parc.